# Zwartkapbrilvogel
De zwartkapbrilvogel (Zosterops atricapilla) is een zangvogel uit de familie Zosteropidae (brilvogels).

## Verspreiding en leefgebied
Deze soort komt voor in de bergen van Sumatra en Borneo en telt twee ondersoorten:
- Z. a. viridicatus: noordelijk Sumatra.
- Z. a. atricapilla: centraal en zuidelijk Sumatra en Borneo.

## Status
De grootte van de populatie is niet gekwantificeerd maar de soort wordt omschreven als plaatselijk zeer algemeen op bergtoppen in Sumatra. Op de Rode lijst van de IUCN heeft deze soort de status niet bedreigd.